# Coro dos Caídos
"Coro dos Caídos" é um single de José Afonso, extraído do álbum Cantares de José Afonso, e lançado em 1964.